# Campeonato Mundial de Natação em Piscina Curta de 2016
O Campeonato Mundial de Natação em Piscina Curta de 2016 foi a 13ª edição do campeonato realizado pela FINA, em Windsor, no Canadá, entre os dias 6 a 11 de dezembro de 2016.

## Processo licitatório
Em dezembro de 2012, Julio César Maglione, o presidente da FINA, anunciou que a cidade de Windsor, localizada no estado de Ontário, Canadá venceu Hong Kong, Abu Dhabi e Ashgabat na disputa para cidade-sede da competição aquática.

## Medalhistas
Masculino
| Evento                   | Ouro | Ouro       | Prata | Prata    | Bronze | Bronze   |
| 50 m livre detalhes      | Jesse Puts · Países Baixos | 21.10      | Vladimir Morozov · Rússia | 21.14    | Simonas Bilis · Lituânia | 21.23    |
| 100 m livre detalhes     | Simonas Bilis · Lituânia | 46.58      | Shinri Shioura · Japão | 46.59    | Tommaso D'Orsogna · Austrália | 46.70    |
| 200 m livre detalhes     | Park Tae-hwan Coreia do Sul | 1:41.03    | Chad le Clos · África do Sul | 1:41.65  | Aleksandr Krasnykh · Rússia | 1:41.95  |
| 400 m livre detalhes     | Park Tae-hwan Coreia do Sul | 3:34.59    | Aleksandr Krasnykh · Rússia | 3:35.30  | Péter Bernek · Hungria | 3:37.65  |
| 1500 m livre detalhes    | Park Tae-hwan Coreia do Sul | 14:15.51 , | Gregorio Paltrinieri · Itália | 14:21.94 | Wojciech Wojdak · Polónia | 14:25.37 |
| 50 m costas detalhes     | Junya Koga · Japão | 22.85      | Jérémy Stravius · França | 22.99    | Pavel Sankovich · Bielorrússia | 23.03    |
| 100 m costas detalhes    | Mitch Larkin · Austrália | 49.65      | Andrey Shabasov · Rússia | 49.69    | Xu Jiayu · China | 50.02    |
| 200 m costas detalhes    | Radosław Kawęcki · Polónia | 1:47.63    | Jacob Pebley · Estados Unidos | 1:48.98  | Masaki Kaneko · Japão | 1:49.18  |
| 50 m peito detalhes      | Cameron van der Burgh · África do Sul | 25.64      | Peter John Stevens · Eslovênia | 25.85    | Felipe Lima · Brasil | 25.98    |
| 100 m peito detalhes     | Marco Koch · Alemanha | 56.77      | Vladimir Morozov · Rússia | 57.00    | Fabio Scozzoli · Itália | 57.04    |
| 200 m peito detalhes     | Marco Koch · Alemanha | 2:01.21    | Andrew Willis · Reino Unido | 2:02.71  | Mikhail Dorinov · Rússia | 2:03.09  |
| 50 m borboleta detalhes  | Chad le Clos · África do Sul | 21.98      | Tom Shields · Estados Unidos | 22.40    | David Morgan · Austrália | 22.47    |
| 100 m borboleta detalhes | Chad le Clos · África do Sul | 48.08      | Tom Shields · Estados Unidos | 49.09    | David Morgan · Austrália | 49.31    |
| 200 m borboleta detalhes | Chad le Clos · África do Sul | 1:48.76    | Tom Shields · Estados Unidos | 1:49.50  | Daiya Seto · Japão | 1:49.97  |
| 100 m medley detalhes    | Michael Andrew · Estados Unidos | 51.84      | Daiya Seto · Japão | 52.01    | Shinri Shioura · Japão | 52.17    |
| 200 m medley detalhes    | Wang Shun · China | 1:51.74    | Philip Heintz · Alemanha | 1:52.07  | Daiya Seto · Japão | 1:52.89  |
| 400 m medley detalhes    | Daiya Seto · Japão | 3:59.24    | Max Litchfield · Reino Unido | 4:00.66  | Dávid Verrasztó · Hungria | 4:01.56  |
| 4x50 m livre detalhes    | Rússia · Aleksei Brianskiy (21.70) · Nikita Lobintsev (21.06) · Aleksandr Popkov (20.85) · Vladimir Morozov (20.71) · Kirill Prigoda[a]                                                               | 1:24.32    | Estados Unidos · Paul Powers (21.73) · Blake Pieroni (21.14) · Michael Chadwick (21.02) · Tom Shields (20.58) · Dillon Virva[a] · Michael Andrew[a]                 | 1:24.47  | Japão · Kosuke Matsui (21.81) · Kenta Ito (20.96) · Shinri Shioura (20.60) · Junya Koga (21.14) | 1:24.51  |
| 4x100 m livre detalhes   | Rússia · Nikita Lobintsev (47.34) · Mikhail Vekovishchev (46.96) · Vladimir Morozov (45.42) · Aleksandr Popkov (46.18) · Aleksei Brianskiy[a]                                                         | 3:05.90    | França · Clément Mignon (46.91) · Jérémy Stravius (46.21) · Jordan Pothain (47.90) · Mehdy Metella (46.33) · Yonel Govindin[a]                                      | 3:07.35  | Austrália · Brayden McCarthy (47.57) · Daniel Smith (46.84) · David Morgan (47.48) · Tommaso D'Orsogna (45.87) · Jack Gerrard[a], · Estados Unidos · Michael Chadwick (47.56) · Tom Shields (46.59) · Paul Powers (47.59) · Blake Pieroni (46.02) · Matthew Josa[a] | 3:07.76  |
| 4x200 m livre detalhes   | Estados Unidos · Blake Pieroni (1:43.14) · Jacob Pebley (1:43.38) · Pace Clark (1:44.16) · Zane Grothe (1:42.66)                                                                                      | 6:53.34    | Japão · Yuki Kobori (1:43.97) · Daiya Seto (1:42.54) · Tsubasa Amai (1:44.11) · Katsuhiro Matsumoto (1:42.92)                                                       | 6:53.54  | Austrália · Clyde Lewis (1:43,64) · Mitch Larkin (1:45,20) · Daniel Smith (1:41,58) · Alexander Graham (1:43,30) | 6:53,72  |
| 4x50 m medley detalhes   | Rússia · Andrey Shabasov (23.46) · Kirill Prigoda (25.52) · Aleksandr Popkov (22.08) · Vladimir Morozov (20.46) · Grigoriy Tarasevich[a] · Oleg Kostin[a] · Daniil Pakhomov[a] · Aleksei Brianskiy[a] | 1:31.52    | Estados Unidos · Jacob Pebley (23.54) · Cody Miller (25.68) · Tom Shields (21.94) · Michael Chadwick (20.81) · Matthew Josa[a] · Michael Andrew[a] · Paul Powers[a] | 1:31.97  | Bielorrússia · Pavel Sankovich (23.05) · Ilya Shymanovich (25.82) · Yauhen Tsurkin (22.59) · Anton Latkin (21.03) | 1:32.49  |
| 4x100 m medley detalhes  | Rússia · Andrey Shabasov (50.30) · Kirill Prigoda (55.78) · Aleksandr Kharlanov (49.51) · Vladimir Morozov (45.58) · Grigoriy Tarasevich[a] · Oleg Kostin[a] · Aleksandr Popkov[a]                    | 3:21.17    | Austrália · Mitch Larkin (50.24) · Tommy Sucipto (57.46) · David Morgan (49.32) · Tommaso D'Orsogna (20.81) · Bobby Hurley[a] · Daniel Smith[a]                     | 3:23.56  | Japão · Junya Koga (50.26) · Yoshiki Yamanaka (57.57) · Takeshi Kawamoto (50.02) · Shinri Shioura (46.86) · Kenta Ito[a] | 3:24.71  |

Feminino
| Evento                   | Ouro | Ouro    | Prata | Prata   | Bronze | Bronze  |
| 50 m livre detalhes      | Ranomi Kromowidjojo · Países Baixos | 23.60   | Silvia Di Pietro · Itália | 23.90   | Madison Kennedy · Estados Unidos | 23.93   |
| 100 m livre detalhes     | Brittany Elmslie · Austrália | 51.81   | Ranomi Kromowidjojo · Países Baixos | 51.92   | Penny Oleksiak · Canadá | 52.01   |
| 200 m livre detalhes     | Federica Pellegrini · Itália | 1:51.73 | Katinka Hosszú · Hungria | 1:52.28 | Taylor Ruck · Canadá | 1:52.50 |
| 400 m livre detalhes     | Leah Smith · Estados Unidos | 3:57.78 | Veronika Popova · Rússia | 3:58.90 | Chihiro Igarashi · Japão | 3:59.41 |
| 800 m livre detalhes     | Leah Smith · Estados Unidos | 8:10.17 | Ashley Twichell · Estados Unidos | 8:11.95 | Kiah Melverton · Austrália | 8:16.51 |
| 50 m costas detalhes     | Etiene Medeiros · Brasil | 25.82   | Katinka Hosszú · Hungria | 25.99   | Ali DeLoof · Estados Unidos | 26.14   |
| 100 m costas detalhes    | Katinka Hosszú · Hungria | 55.54   | Kylie Masse · Canadá | 56.24   | Georgia Davies · Reino Unido | 56.45   |
| 200 m costas detalhes    | Katinka Hosszú · Hungria | 2:00.79 | Daryna Zevina · Ucrânia | 2:02.24 | Emily Seebohm · Austrália | 2:02.65 |
| 50 m peito detalhes      | Lilly King · Estados Unidos | 28.92   | Alia Atkinson · Jamaica | 29.11   | Molly Hannis · Estados Unidos | 29.58   |
| 100 m peito detalhes     | Alia Atkinson · Jamaica | 1:03.03 | Lilly King · Estados Unidos | 1:03.35 | Molly Hannis · Estados Unidos | 1:03.89 |
| 200 m peito detalhes     | Molly Renshaw · Reino Unido | 2:18.51 | Kelsey Wog · Canadá | 2:18.52 | Chloé Tutton · Reino Unido | 2:18.83 |
| 50 m borboleta detalhes  | Jeanette Ottesen · Dinamarca | 24.92   | Kelsi Worrell · Estados Unidos | 25.27   | Rikako Ikee · Japão | 25.32   |
| 100 m borboleta detalhes | Katinka Hosszú · Hungria | 55.12   | Kelsi Worrell · Estados Unidos | 55.22   | Rikako Ikee · Japão | 55.64   |
| 200 m borboleta detalhes | Katinka Hosszú · Hungria | 2:02.15 | Kelsi Worrell · Estados Unidos | 2:02.89 | Zhang Yufei · China | 2:05.10 |
| 100 m medley detalhes    | Katinka Hosszú · Hungria | 57.24   | Emily Seebohm · Austrália | 57.97   | Alia Atkinson · Jamaica | 58.04   |
| 200 m medley detalhes    | Katinka Hosszú · Hungria | 2:02.90 | Ella Eastin · Estados Unidos | 2:05.02 | Madisyn Cox · Estados Unidos | 2:05.93 |
| 400 m medley detalhes    | Katinka Hosszú · Hungria | 4:21.67 | Ella Eastin · Estados Unidos | 4:27.74 | Madisyn Cox · Estados Unidos | 4:27.78 |
| 4x50 m livre detalhes    | Canadá · Michelle Williams (24.07) · Sandrine Mainville (23.62) · Taylor Ruck (23.77) · Penny Oleksiak (23.54) · Alexia Zevnik[a] · Sarah Darcel[a]                                     | 1:35.00 | Países Baixos · Tamara van Vliet (24.45) · Ranomi Kromowidjojo (23.11) · Maaike de Waard (24.09) · Kim Busch (23.72) · Maud van der Meer[a]    | 1:35.37 | Itália · Silvia Di Pietro (23.92) · Erika Ferraioli (23.52) · Aglaia Pezzato (24.06) · Federica Pellegrini (24.11)                                               | 1:35.61 |
| 4x100 m livre detalhes   | Estados Unidos · Amanda Weir (52.95) · Kelsi Worrell (51.04) · Madison Kennedy (52.84) · Mallory Comerford (51.99) · Ali DeLoof[a] · Katie Drabot[a] · Katrina Konopka[a]               | 3:28.82 | Itália · Erika Ferraioli (53.51) · Silvia Di Pietro (52.06) · Aglaia Pezzato (52.52) · Federica Pellegrini (52.19)                             | 3:30.28 | Países Baixos · Maud van der Meer (53.48) · Marrit Steenbergen (53.17) · Maaike de Waard (53.09) · Ranomi Kromowidjojo (51.36) · Kim Busch[a] · Robin Neumann[a] | 3:31.10 |
| 4x200 m livre detalhes   | Canadá · Katerine Savard (1:55.53) · Taylor Ruck (1:51.69) · Kennedy Goss (1:54.62) · Penny Oleksiak (1:52.05) · Alexia Zevnik[a]                                                       | 7:33.89 | Estados Unidos · Leah Smith (1:54.87) · Mallory Comerford (1:53.32) · Sarah Gibson (1:55.43) · Madisyn Cox (1:55.03) · Katie Drabot[a]         | 7:38.65 | Rússia · Daria Mullakaeva (1:57.53) · Daria Ustinova (1:55.13) · Arina Openysheva (1:54.83) · Veronika Popova (1:52.44) · Irina Krivonogova[a]                   | 7:39.93 |
| 4x50 m medley detalhes   | Estados Unidos · Ali DeLoof (26.12) · Lilly King (28.78) · Kelsi Worrell (24.44) · Katrina Konopka (23.93)                                                                              | 1:43.27 | Itália · Silvia Scalia (26.96) · Martina Carraro (30.12) · Silvia Di Pietro (24.88) · Erika Ferraioli (23.42)                                  | 1:45.38 | Dinamarca · Mie Nielsen (26.71) · Matilde Schroder (30.67) · Emilie Beckmann (24.96) · Jeanette Ottesen (23.64)                                                  | 1:45.98 |
| 4x100 m medley detalhes  | Estados Unidos · Ali DeLoof (56.68) · Lilly King (1:03.71) · Kelsi Worrell (55.48) · Mallory Comerford (52.02) · Hellen Moffitt[a] · Molly Hannis[a] · Sarah Gibson[a] · Amanda Weir[a] | 3:47.89 | Canadá · Kylie Masse (56.29) · Rachel Nicol (1:05.13) · Katerine Savard (56.38) · Penny Oleksiak (51.07) · Hilary Caldwell[a] · Taylor Ruck[a] | 3:48.87 | Austrália · Emily Seebohm (56.18) · Jessica Hansen (1:04.83) · Emily Washer (56.90) · Brittany Elmslie (51.75)                                                   | 3:49.66 |

Misto
| Evento                       | Ouro | Ouro    | Prata | Prata   | Bronze | Bronze  |
| 4x50 m livre misto detalhes  | Rússia · Aleksei Brianskii (21.40) · Vladimir Morozov (20.44) · Maria Kameneva (24.01) · Rozaliya Nasretdinova (23.88) | 1:29.73 | Países Baixos · Jesse Puts (21.27) · Nyls Korstanje (21.15) · Ranomi Kromowidjojo (23.34) · Maaike de Waard (24.06) | 1:29.82 | Canadá · Yuri Kisil (21.39) · Markus Thormeyer (21.28) · Michelle Williams (23.48) · Sandrine Mainville (23.68) | 1:29.83 |
| 4x50 m medley misto detalhes | Estados Unidos · Tom Shields (23.45) · Lilly King (28.74) · Kelsi Worrell (24.59) · Michael Chadwick (20.44)           | 1:37.22 | Brasil · Etiene Medeiros (25.93) · Felipe Lima (25.46) · Nicholas Santos (21.93) · Larissa Oliveira (24.42)         | 1:37.74 | Japão · Junya Koga (22.74) · Yoshiki Yamanaka (26.48) · Rikako Ikee (24.89) · Sayuki Ouchi (24.34)              | 1:38.45 |

a  Nadadores que participaram apenas nas eliminatórias e receberam medalhas.

## Quadro de medalhas
*   Nação anfitriã
| Ordem | País           | Medalha de ouro | Medalha de prata | Medalha de bronze | Total |
| ----- | -------------- | --------------- | ---------------- | ----------------- | ----- |
| 1     | Estados Unidos | 9               | 14               | 7                 | 30    |
| 2     | Hungria        | 7               | 2                | 2                 | 11    |
| 3     | Rússia         | 5               | 5                | 3                 | 13    |
| 4     | África do Sul  | 4               | 1                | 0                 | 5     |
| 5     | Coreia do Sul  | 3               | 0                | 0                 | 3     |
| 6     | Japão          | 2               | 3                | 10                | 15    |
| 7     | Canadá*        | 2               | 3                | 3                 | 8     |
| 8     | Países Baixos  | 2               | 3                | 1                 | 6     |
| 9     | Austrália      | 2               | 2                | 8                 | 12    |
| 10    | Alemanha       | 2               | 1                | 0                 | 3     |
| 11    | Itália         | 1               | 4                | 2                 | 7     |
| 12    | Reino Unido    | 1               | 2                | 2                 | 5     |
| 13    | Brasil         | 1               | 1                | 1                 | 3     |
| 13    | Jamaica        | 1               | 1                | 1                 | 3     |
| 15    | China          | 1               | 0                | 2                 | 3     |
| 16    | Dinamarca      | 1               | 0                | 1                 | 2     |
| 16    | Lituânia       | 1               | 0                | 1                 | 2     |
| 16    | Polónia        | 1               | 0                | 1                 | 2     |
| 19    | França         | 0               | 2                | 0                 | 2     |
| 20    | Eslovênia      | 0               | 1                | 0                 | 1     |
| 20    | Ucrânia        | 0               | 1                | 0                 | 1     |
| 22    | Bielorrússia   | 0               | 0                | 2                 | 2     |
| Total | Total          | 46              | 46               | 47                | 139   |

Legenda
| Recorde mundial       | Recorde mundial (World record)               |                       | Recorde africano                      | Recorde africano (African) |                                           | Q | Classificado por posição (Qualified) |
| Recorde do campeonato | Recorde do campeonato (Championship record)  | Recorde da América    | Recorde da América (Americas)         | q                          | Classificado por melhor tempo (Qualified) |   |                                      |
| Melhor marca do ano   | Melhor marca do ano (World leading)          | Recorde asiático      | Recorde asiático (Asian)              | DNS                        | Não largou (Did not start)                |   |                                      |
| Recorde nacional      | Recorde nacional (National record)           | Recorde europeu       | Recorde europeu (European)            | DNF                        | Não terminou (Did not finish)             |   |                                      |
| Recorde pessoal       | Recorde pessoal do atleta (Personal best)    | Recorde da Oceania    | Recorde da Oceania (Oceania)          | DSQ / DQ                   | Desclassificado (Disqualified)            |   |                                      |
| Recorde da temporada  | Recorde da temporada do atleta (Season best) | Recorde sul-americano | Recorde sul-americano (South America) | NM                         | Sem marca (No mark)                       |   |                                      |